# Chèvremont-Fontenelle
Ancienne commune du Territoire de Belfort, la commune de Chèvremont-Fontenelle a été créée en 1973 et supprimée en 1978. Elle était issue des communes de Chèvremont et de Fontenelle, qui ont donc retrouvé leur indépendance en 1978.